# Anybody's Woman
Anybody's Woman is een Amerikaanse dramafilm uit 1930 onder regie van Dorothy Arzner.

## Verhaal
De artieste Pansy Gray kan een bestaan opbouwen met de hulp van haar vriendin Dot. Als ze wordt gearresteerd voor onfatsoenlijk gedrag, krijgt ze juridische bijstand van de advocaat Gustave Saxon. In de rechtszaal wordt ze verdedigd door procureur Neil Dunlap. Als Neil wordt verlaten door zijn vrouw, raakt hij aan de drank. In de woning van zijn vriend Eddie Calcio ziet hij aan de overkant van de binnenplaats Pansy en Dot in hun negligés. Ze nodigen de meisjes uit voor een feestje. Pansy herinnert zich Neil niet meer en ze valt voor zijn charmes.

## Rolverdeling
| Acteur             | Personage         |
| ------------------ | ----------------- |
| Ruth Chatterton    | Pansy Gray        |
| Clive Brook        | Neil Dunlap       |
| Paul Lukas         | Gustave Saxon     |
| Huntley Gordon     | Grant Crosby      |
| Virginia Hammond   | Katherine Malcolm |
| Tom Patricola      | Eddie Calcio      |
| Juliette Compton   | Ellen             |
| Cecil Cunningham   | Dot               |
| Charles K. Gerrard | Walter Harvey     |
| Harvey Clark       | Mijnheer Tanner   |
| Sidney Bracey      | Butler            |
| Gertrude Sutton    | Dienstmeid        |